# جلجامش (أوبرا سايغون)
Gılgameş جلجامش (Op. 65) هي أوبرا من ثلاثة أعمال وإثني عشر مشهد من تأليف أحمد عدنان سايجون إلى ليبريتو باللغة التركية من قبل منير هايري إيغلي [الإنجليزية]. الأوبرا المبنية على ملحمة جلجامش من عام 1964 إلى عام 1983، ولكن تم عرضها لأول مرة في عام 1970. وقد نشأ هذا العمل في أوبرا يحمل نفس الأسم من قبل نيفيت كودالي مع نص من قبل أورهان أسينا [الإنجليزية] الذي عرض لأول مرة في أنقرة في عام 1964، ولكن تم تكليف سايغون والليبريتو بإعادة كتابة كل من الموسيقى والنص.